# 占い師の悩み事
『占い師の悩み事』（うらないしのなやみごと、英 : Troubles of Fortune Teller）は、ラスペによる日本の漫画作品。
2018年11月9日以降のTwitterやpixivにおける創作漫画の投稿が契機となり、KADOKAWAの『ドラドラしゃーぷ＃』にて2019年4月26日から2020年10月30日まで連載された。また、第1巻の発売を記念して『ギリギリ遮る片桐さん』1巻、『宇崎ちゃんは遊びたい！』4巻、『うさみさんは構われたい！』3巻の4タイトルを合わせた「ドラドラしゃーぷ#フェア2020」が開催された。

## あらすじ
ある日、占い師の占内晶子の元に、男子中学生の水野悠が恋の相談を占いに来た。彼の好きな人は目の前にいた晶子であった。当初はショタコンを否定して悠との恋愛を拒否したたものの、悠は水晶玉の導きにより愛の告白をした。こうして、ド級のショタコン高校生と純粋無垢な中学生の恋愛が始まった。

## 登場人物
声はボイスコミックのキャスト
占内 晶子（うらない しょうこ）
声 - M・A・O
占い師を務める女子高校生。無意識に小さな子供を見つめるほどのショタコン。そんな彼女が悠から告白を受けたことで物語が始まる。
水野 悠（みずの はる）
声 - 美波わかな
純粋無垢な男子中学生。ある日、他の子供の怪我の手当てをしていた晶子を好きになったことから、晶子の元へ恋愛相談と愛の告白をした。なお、晶子がショタコンであることは知っている。父が警察官のため、晶子から恐れられている。最終回では18歳のイケメン高校生となり、晶子と一緒に月を見る約束をした。

## 用語
水晶玉
晶子が持つ水晶玉。占いを的中する優れもの。使用時は文字や絵などを内部から反射して予言を見せる。なお、悠の訪問時は晶子を裏切って晶子を恋に落とすアドバイスをする。

## 書誌情報
- ラスペ『占い師の悩み事』KADOKAWA〈ドラゴンコミックスエイジ〉、全2巻
  1. 2020年2月7日発売[書誌 1] ISBN 978-4-04-073503-0
  2. 2020年12月9日発売[書誌 2] ISBN 978-4-04-073837-6

### 書誌出典
1. ↑  “ラスペ『占い師の悩み事』1巻”.   KADOKAWA. 2020年10月30日閲覧。
2. ↑  “ラスペ『占い師の悩み事』2巻”.   KADOKAWA. 2020年10月30日閲覧。